# Singalissaspis tricolor
Singalissaspis tricolor är en stekelart som beskrevs av Jussila 1998. Singalissaspis tricolor ingår i släktet Singalissaspis och familjen brokparasitsteklar. Inga underarter finns listade i Catalogue of Life.